# Piłka nożna w Szwecji
Piłka nożna (szw. Fotboll ˈfuːtˌbɔl) jest najpopularniejszym sportem w Szwecji. Jej głównym organizatorem na terenie Szwecji pozostaje Svenska Fotbollförbundet (SvFF).
Piłkarska reprezentacja Szwecji zdobyła jeden złoty medal olimpijski (1920).

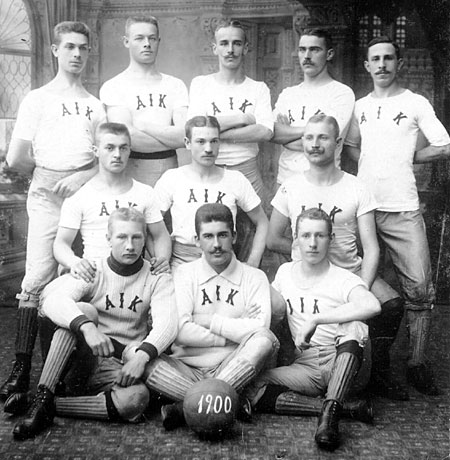
AIK Fotboll w 1900 roku.

W Allsvenskan grają trzy najbardziej znane kluby świata, takie jak Malmö FF, AIK Stockholm i IFK Göteborg.

## Historia

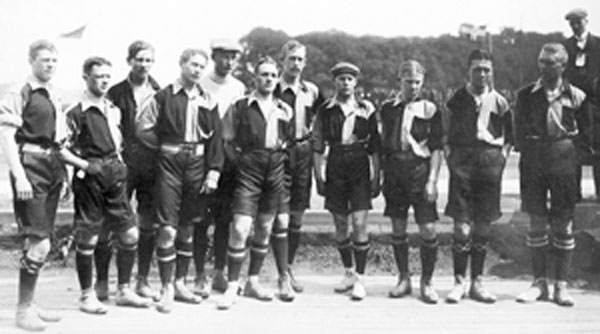
Pierwsza drużyna narodowa Szwecji w 1908 roku.

Piłka nożna, wraz z innymi zorganizowanymi sportami, dotarła do Szwecji w latach 70. XIX wieku i była uprawiana głównie przez kluby gimnastyczne, które uprawiały większość dyscyplin sportowych w tamtych czasach. Głównymi źródłami inspiracji były Anglia i Szkocja, nic więc dziwnego, że piłka nożna szybko zyskała popularność, wraz z pierwszym uzgodnieniem przepisów dokonanym w 1885 roku przez kluby działające w Göteborgu, Sztokholmie i Visby. 5 grudnia 1882 roku w Gävle powstał pierwszy szwedzki klub piłkarski Gefle Sportklubb, potem następne. Po założeniu szwedzkiej federacji piłkarskiej – SvFF w 1904 roku, rozpoczął się proces zorganizowania pierwszych ligowych Mistrzostw Szwecji w sezonie 1910. Wcześniej od 1896 roku rozgrywki zwane Svenska Mästerskapet odbywały się systemem pucharowym w krótkim okresie, a wszystkie gry były rozgrywane w Göteborgu lub Sztokholmie. Zwycięzca turnieju otrzymywał tytuł mistrza Szwecji. W sezonie 1910 równolegle organizowane ligowe rozgrywki o nazwie Svenska serien.
W 1924 powstała Allsvenskan, jako następca ligi Svenska Serien. Najlepszy zespół tych rozgrywek nie zostawał jednak mistrzem Szwecji. Od 1925 do 1930 oficjalnie nie przyznawano tytułu mistrza kraju. Mistrz Allsvenskan jest automatycznie mistrzem kraju dopiero od 1931. W latach 1982–1990 mistrza kraju wyłaniały play-offy, zaś w 1991 i 1992 kontynuacyjna liga zwana Mästerskapsserien.

## Format rozgrywek ligowych
W obowiązującym systemie ligowym trzy najwyższe klasy rozgrywkowe są ogólnokrajowe (Allsvenskan, Superettan, Division 1). Dopiero na czwartym poziomie pojawiają się grupy regionalne.

## Puchary
Rozgrywki pucharowe rozgrywane w Szwecji to:
- Puchar Szwecji (Svenska Cupen),
- Superpuchar Szwecji (Svenska Supercupen) - mecz między mistrzem kraju i zdobywcą Pucharu.